# Macrocyclops bistriatus
Macrocyclops bistriatus – gatunek widłonoga z rodziny Cyclopidae. Opisał go w 1838 roku niemiecki przyrodnik Carl Ludwig Koch, nadając mu nazwę Cyclops bistriatus.